# Ferrari 365 GTB/4 Competizione
Der Ferrari 365 GTB/4 Competizione ist ein Wettbewerbsfahrzeug des italienischen Automobilherstellers Ferrari, das von dem Straßensportwagen 365 GTB/4, dem sogenannten Ferrari Daytona, abgeleitet war. In drei in Details voneinander abweichenden Serien entstanden von 1971 bis 1973 im Anschluss an zwei Prototypen insgesamt 15 Fahrzeuge, die bis in die frühen 1980er-Jahre hinein bei Sportwagen- und Langstreckenrennen eingesetzt wurden. Keines der Autos wurde werksseitig von der Scuderia Ferrari eingesetzt; den Rennbetrieb organisierten ausschließlich private Kunden.

## Entstehungsgeschichte
Obwohl der 365 GTB/4 zunächst nicht für Einsätze im Motorsport gedacht war, entwickelte Ferrari ab 1969 auf Kundenwunsch eine Wettbewerbsversion des Coupés. Den Anstoß dafür hatte Ferraris USA-Importeur Luigi Chinetti gegeben, der seit 1957 den Automobilrennstall North American Racing Team (NART) unterhielt. Chinetti bestellte Anfang 1969 einen 365 GTB/4 mit einer eigens aus Aluminium gefertigten Karosserie, der die Fahrgestellnummer 12547 erhielt. Ihm und einem zweiten Prototyp folgend, entstanden 1971 (Serie 1), 1972 (Serie 2) und 1973 (Serie 3) jährlich fünf „Competizione“-Modelle des 365 GTB/4. Die drei Serien unterschieden sich in technischen Einzelheiten voneinander. Alle 15 Competizione-Exemplare entstanden im Gegensatz zu den Straßenversionen nicht bei der Carrozzeria Scaglietti, sondern in Ferraris eigener Serviceabteilung Assistenza Clienti. Die Autos wurden ausnahmslos an private Kunden verkauft, die dann auch die Renneinsätze selbst organisierten. Einen Einsatz des Competizione durch das Werksteam Scuderia Ferrari gab es nicht.

## Die einzelnen Baureihen

### Prototypen
Das erste Wettbewerbsfahrzeug auf der Grundlage des GTB/4 war Luigi Chinettis Sonderanfertigung mit Aluminiumkarosserie (Fahrgestellnummer 12547) von 1969. Im folgenden Jahr baute Ferrari einen serienmäßigen GTB/4 mit Stahlkarosserie (12467) nach Wettbewerbskriterien um. Das Auto gilt als Vorläufer der regulären Competizione-Modelle.

### 1971: Serie 1

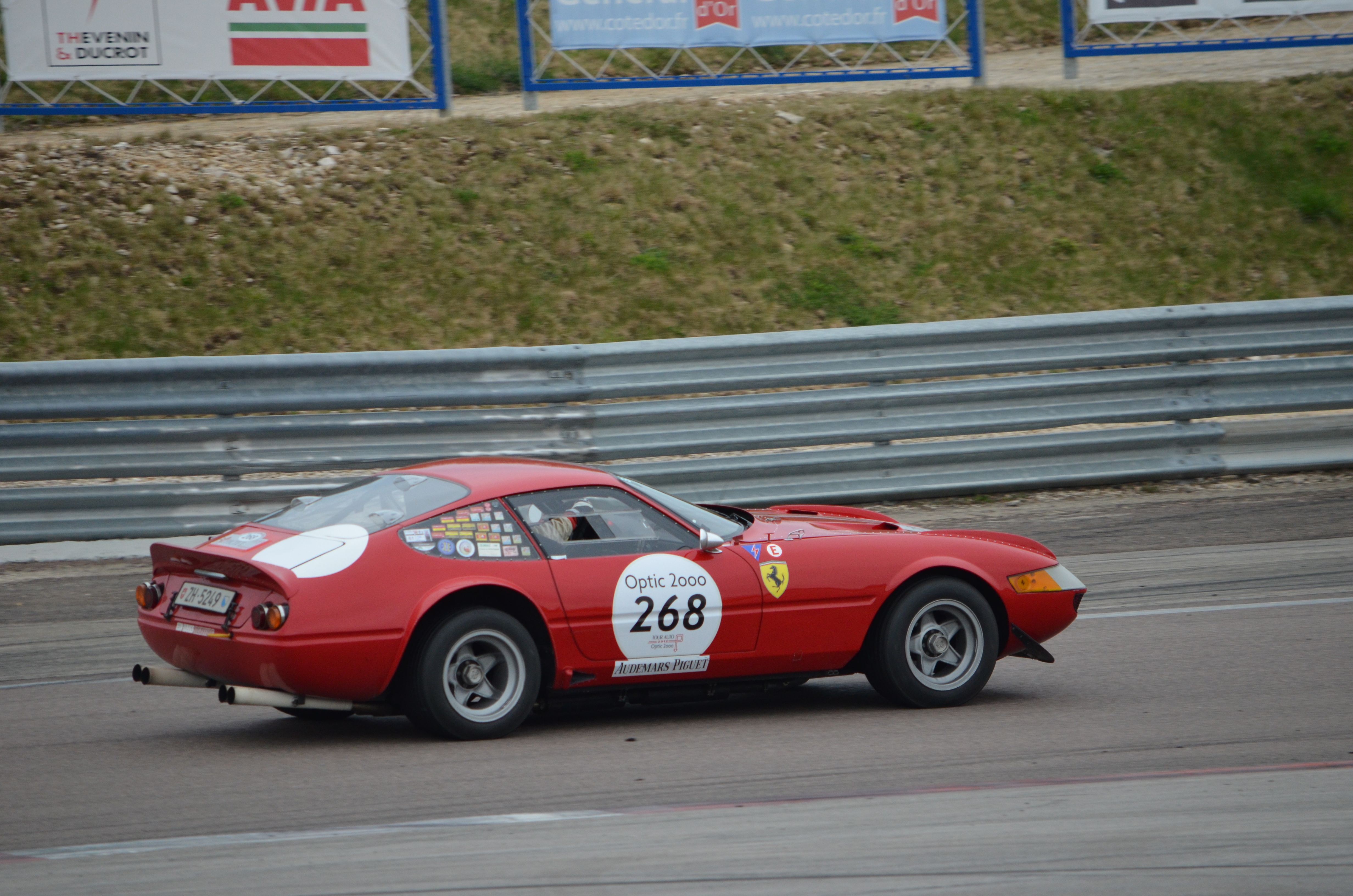
Ferrari 365 GTB/4 Competizione Serie 1

1971 entstand die erste Serie der Competizione-Modelle. Sie umfasste die Fahrzeuge mit den Fahrgestellnummern 14407, 14429, 14437, 14885 und 14889. 
Die Karosserien aller Fahrzeuge der Serie 1 bestanden vollständig aus Aluminiumblechen, Anbauteile einschließlich der Motorhaube und des Heckfensters waren aus Kunststoff gefertigt. Die ersten drei Fahrzeuge dieser Serie (Fahrgestellnummern 14407, 14429, 14437) hatten außerdem Seitenscheiben aus Plexiglas. Dadurch und durch weitere Einsparungen sank das Gewicht des fahrbereiten Wagens um mehr als 200 kg auf etwa 1230 kg. Stilistisch entsprachen die Rennsportversionen grundsätzlich den Serien-Berlinettas. Änderungen betrafen aber die Gestaltung der Frontpartie: Unter Verzicht auf die Stoßstange wurden die Doppelscheinwerfer von winkligen Kunststoffgläsern abgedeckt, die eine maximale Lichtausbeute ermöglichen sollten. Außerdem waren die Radläufe leicht ausgestellt, und auf den vorderen Kotflügeln befanden sich Luftleitbleche. Die Competizione-Modelle übernahmen den Tipo-251-Zwölfzylinder des Serien-GTB/4. Der Motor wurde für diese Serie nur geringfügig überarbeitet. Zu den Maßnahmen gehörte eine Anhebung der Verdichtung auf 9,3 : 1. Die Motorleistung stieg dadurch auf etwa 360 PS (265 kW) bei 7700 Umdrehungen pro Minute.

### 1972: Serie 2

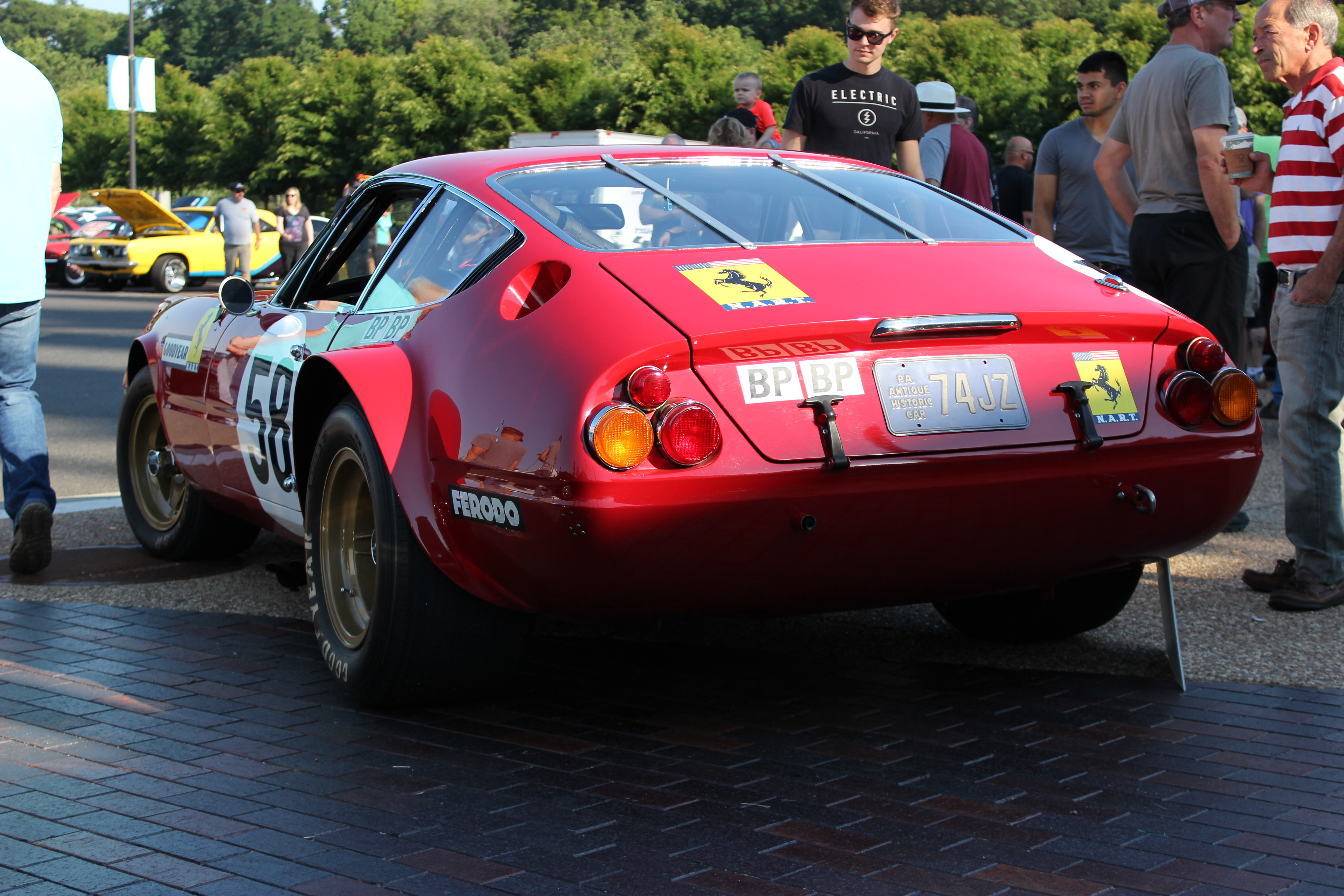
Mit starken Kotflügelverbreiterungen: Ferrari 365 GTB/4 Competizione Serien 2 und 3

1972 baute Ferrari fünf Exemplare eines weiterentwickelten Competizione auf. Die Serie umfasst die Fahrzeuge mit den Fahrgestellnummern 15225, 15373, 15667, 15681 und 15685. 
Die Autos der Serie 2 hatten im Gegensatz zu den Modellen der Serie 1 eine Karosserie aus Stahlblechen; lediglich die Türen und die Hauben waren weiterhin aus Kunststoff. Das Gewicht des Autos stieg damit auf 1380 kg. Die Fahrzeuge wurden vorne mit 9-Zoll- und hinten mit 11-Zoll-Felgen ausgerüstet. Deshalb waren die Radläufe deutlich breiter ausgestellt als bei den Serie-1-Modellen. Ansonsten gab es keine wesentlichen äußerlichen Änderungen. Die Verdichtung des Motors wurde nochmals erhöht, sie lag nun bei 10,1 : 1. Die Leistung stieg auf 402 PS (296 kW) bei 8300 Umdrehungen pro Minute. Die Serie-2-Modelle erreichten eine Höchstgeschwindigkeit von mehr als 290 km/h.

### 1973: Serie 3
Die fünf 1973 aufgebauten Fahrzeuge der Serie 3 hatten die Fahrgestellnummern 16343, 16363, 16367, 16407 und 16425. 
Die Autos entsprachen äußerlich weitgehend den Serie-2-Modellen; auch sie hatten eine Stahlkarosserie mit Hauben aus Kunststoff. Das Gewicht lag unverändert bei 1380 kg. Der Motor wurde erheblich überarbeitet; er war nun deutlich leistungsstärker. Zwar sank die Verdichtung auf 9,9 : 1. Durch geänderte Kolben mit verchromten Kolbenringen, geschmiedete Pleuel und modifizierte Nockenwellen stieg die Motorleistung gleichwohl auf 450 PS (331 kW) bei 8300 Umdrehungen pro Minute. Die Höchstgeschwindigkeit lag oberhalb von 290 km/h.

## Kunden
Der Großteil der Competizione-Modelle wurde an Ferraris Importeure in Nordamerika, Frankreich, der Schweiz und Großbritannien geliefert. Sie übernahmen insgesamt elf der 15 Fahrzeuge als Erstkunden und setzten die Autos in ihren eigenen Rennställen bei Langstreckenrennen ein, bevor sie sie an unabhängige Kunden verkauften. 

### NART

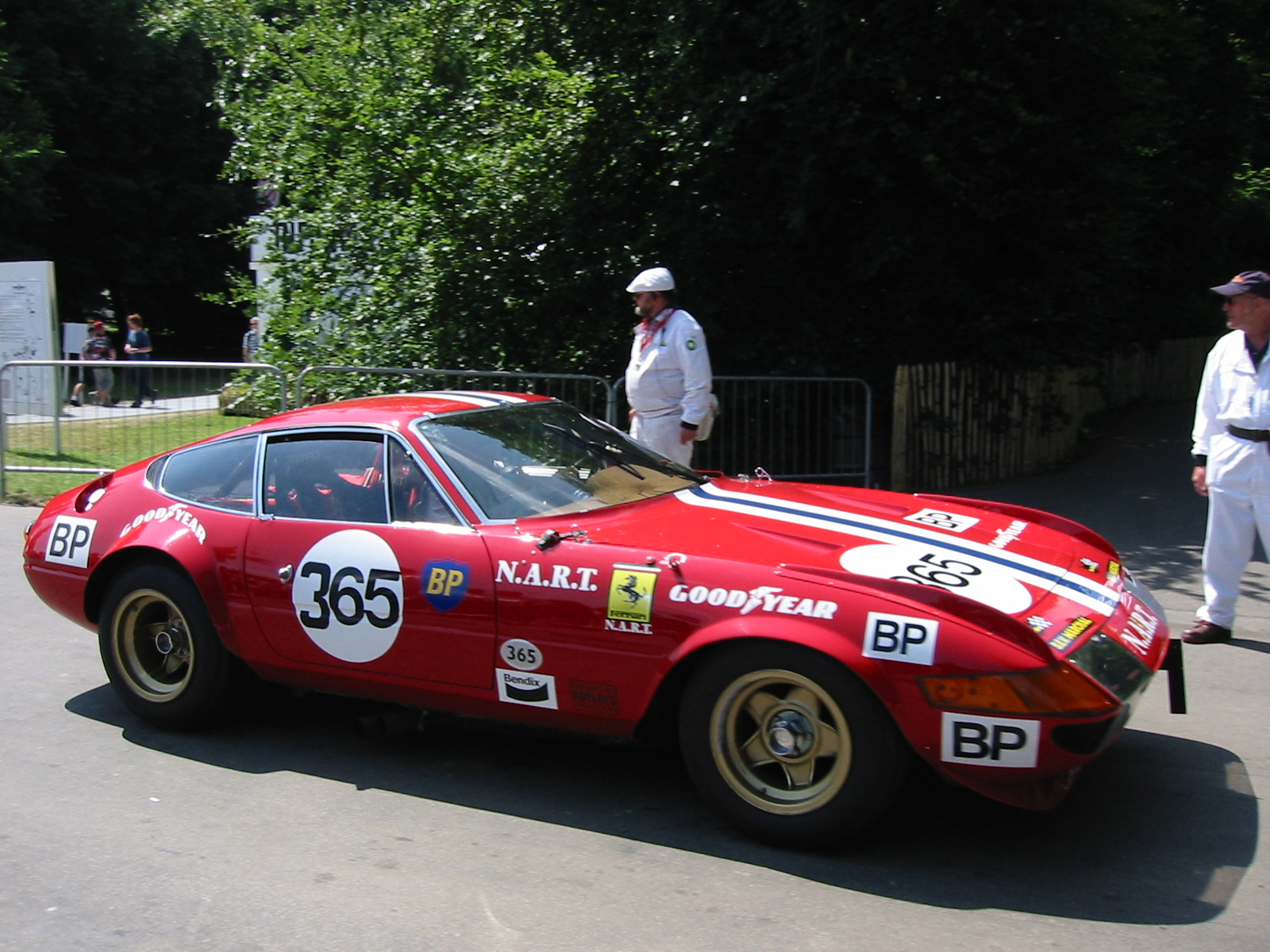
Ferrari 365 GTB/4 in der Lackierung des NART-Teams

Die meisten Competizione-Modelle gingen an das nordamerikanische NART-Team von Luigi Chinetti, auf den die Entwicklung des Modells mittelbar zurückging. NART übernahm beide Prototypen und dann je ein Modell der ersten (14489) und der zweiten Serie (15685) sowie drei Exemplare der dritten Serie (16343, 16367 und 16407). 
NART setzte die Wagen von 1970 bis 1975 bei ausgewählten US-amerikanischen und französischen Langstreckenrennen ein. Das beste Ergebnis mit einem Competizione erzielte das Team beim 24-Stunden-Rennen von Daytona 1973, das Luigi Chinetti jr., Bob Grossman und Wilbur Shaw jr. auf dem fünften Gesamtplatz erreichten.

### Charles Pozzi

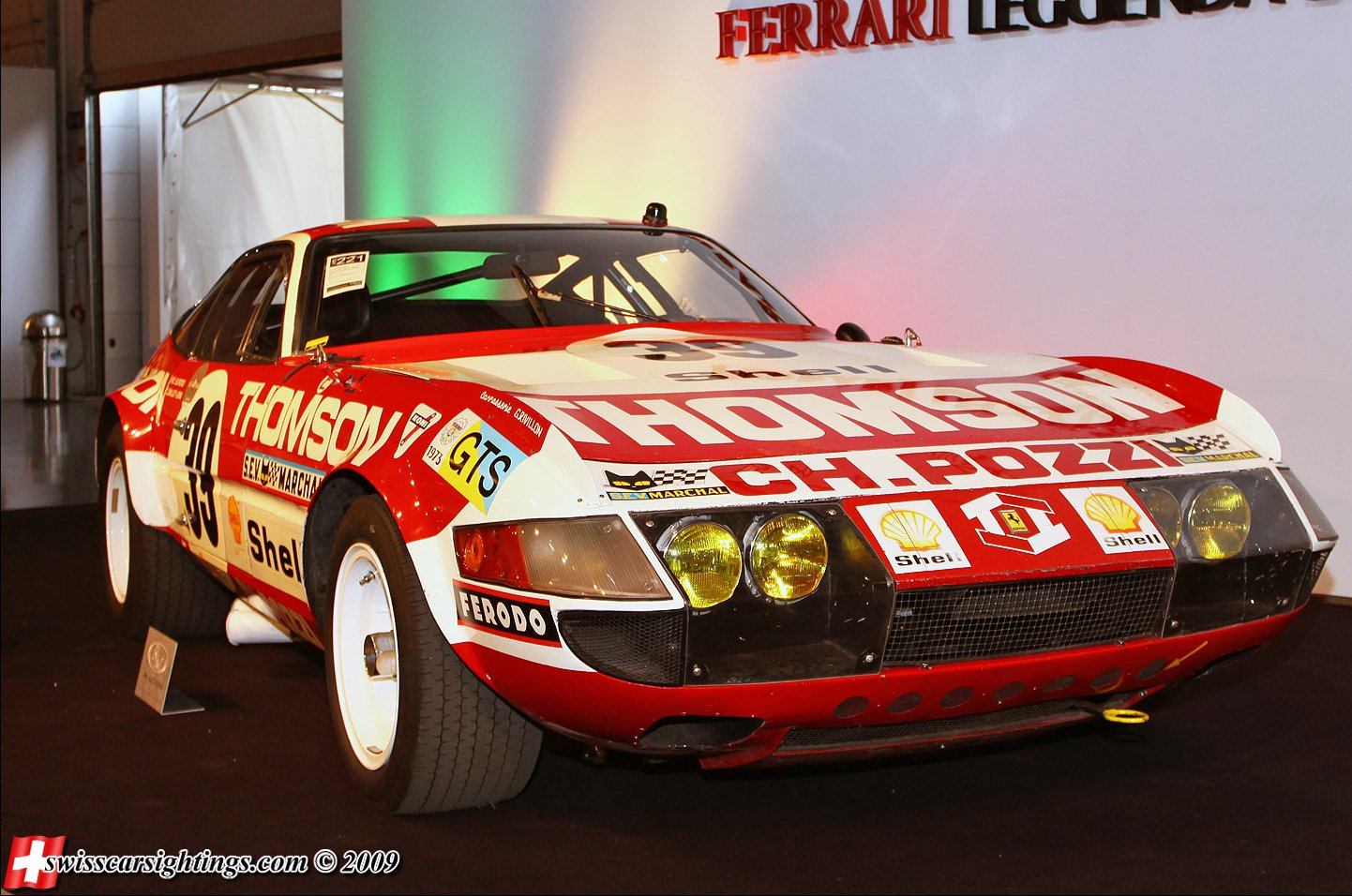
Ferrari 365 GTB/4 in der Lackierung des Charles-Pozzi-Teams (Serie 2)

Charles Pozzi, der französische Ferrari-Importeur, kaufte aus jeder Serie einen Wagen (14407, 15667 und 16363). Pozzi setzte die Autos lediglich bei französischen Rennen ein. Die von ihm gemeldeten Competizione-Modelle erzielten die größten Erfolge der Baureihe. Sie wurden 1972 und 1973 Klassensieger bei den 24-Stunden-Rennen von Le Mans und fuhren darüber hinaus bei der Tour de France für Automobile 1972 den Gesamtsieg ein.

### Filipinetti
Georges Filipinetti, der Schweizer Ferrari-Importeur, kaufte je ein Fahrzeug der Serie 1 (14437) und Serie 2 (15225). Er setzte die Autos 1971 und 1972 über seine in Genf ansässige Scuderia Filipinetti ein. Nach dem Tod Filipinettis im Frühjahr 1973 endete das Motorsportprogramm seines Rennstalls, bevor ein Competizione der dritten Serie ausgeliefert werden konnte.

### Maranello Concessionaires
Maranello Concessionaires, der von Ronnie Hoare geleitete britische Ferrari-Importeur, übernahm nur einen Competizione. Das Team kaufte einen Wagen der zweiten Serie (15681) und brachte ihn mit den drei britischen Fahrern Peter Westbury, John Hine und Mark Konig beim 24-Stunden-Rennen von Le Mans 1972 an den Start. Der Wagen fiel nach einem Motorschaden aus. Hoare verkaufte das Auto danach an einen britischen Kunden, der es im folgenden Jahr noch einmal in Le Mans meldete. Auch hier fiel der Ferrari technisch bedingt aus.

### Ecurie Francorchamps
Der belgische Rennfahrer Jacques Swaters, Inhaber der Ecurie Francorchamps, übernahm je ein Fahrzeug der zweiten (15373) und dritten Serie (16425). 1972 und 1973 trat das Team mit Teddy Pilette und anderen Fahrern zu den 24-Stunden-Rennen von Le Mans an und wurde Achter bzw. Zwanzigster.

### Andere Nutzer
Filipinetti, NART und Pozzi verkauften die von ihnen gemeldeten Wagen nach den ersten Einsätzen üblicherweise an private Kunden, die die Autos ihrerseits vielfach – allerdings nicht durchgängig – zu Wettbewerben meldeten. Einige Fahrzeuge kamen dabei zumindest zeitweise in bekannte Hände. Das ehemalige Filipinetti-Auto mit der Fahrgestellnummer 14437 etwa wurde 1977 für den Schauspieler und Hobbyrennfahrer Paul Newman zum 24-Stunden-Rennen von Daytona gemeldet. Newman und seine Kopiloten Milt Minter und Elliott Forbes-Robinson belegten am Ende den fünften Gesamtrang. Der Schauspieler Robert „Bobby“ Carradine übernahm 1977 ein ehemaliges NART-Auto (Fahrgestellnummer 16407) und brachte es bis 1978 mit Modena Sports Cars bzw. Dan Ward Racing insgesamt dreimal bei Langstreckenrennen an den Start.

## Renngeschichte

### Überblick
Luigi Chinetti meldete den ersten Prototyp (12547) für NART zum 24-Stunden-Rennen von Le Mans 1969. Er holte das Auto im Juni 1969 unmittelbar vor dem ersten Einsatz persönlich in Maranello ab, legte die 1200 km lange Fahrt nach Le Mans nonstop zurück und schickte den Wagen dann direkt ohne weitere Änderungen, Wartung, Reparatur oder Umbauten in ein Trainingsrennen, wo ihm schon nach wenigen Runden die Lichtschrankenmessung eine Geschwindigkeit von über 305 km/h attestierte. Der Wagen beendete das Rennen nicht, weil er in einen Unfall mit einem anderen NART-Ferrari verwickelt wurde. Beide Fahrzeuge schieden aus.
Von 1971 bis 1975 wurden die 365 GBT/4 Competizione dann regelmäßig zu Langstreckenrennen in den USA und in Frankreich gemeldet, vereinzelt erschienen sie auch in anderen Ländern. Vielfach wurden sie bei den 24-Stunden-Rennen von Le Mans und Daytona sowie den 12-Stunden-Rennen von Sebring und den 6-Stunden-Rennen von Watkins Glen eingesetzt. Ab 1975 ließen die Renneinsätze des Competizione nach; private Fahrer meldeten ihre Wagen vereinzelt noch bis 1981. Einen letzten Achtungserfolg erzielte das US-amerikanische Team Modena Sports Cars beim 24-Stunden-Rennen von Daytona 1979, das John Morton und Tony Adamowicz in einem sechs Jahre alten, ursprünglich von NART genutzten Modell der dritten Serie (16407) als Gesamtzweite und als Klassensieger beendeten.
In den folgenden Jahren gingen einige 365 GTB/4 Competizione noch bei Bergrennen und ähnlichen Veranstaltungen an den Start. Inzwischen werden einige Fahrzeuge zu Veranstaltungen im historischen Motorsport gemeldet. 

### Eingruppierung
Bei den Rennen in Le Mans und Daytona waren die 365 GTB/4 Competizione anfänglich noch nicht für die Gran-Tourismo-Klasse homologiert, denn die für die GT-Zulassung erforderliche Mindestproduktion von 500 Fahrzeugen war erst Mitte 1971 erreicht. Bis 1971 starteten die 365 GTB/4 Competizione stattdessen in der Klasse „Sportwagen bis 5 Liter Hubraum“, in der sie mit reinen Wettbewerbsfahrzeugen wie dem Porsche 917 oder dem Ford GT40 konkurrierten. Die erste Eingruppierung in die GT-Klasse erfolgte 1972. Mit diesem Neuzuschnitt waren dem 365 GTB/4 auch Klassensiege möglich. Den ersten Sieg in der GT-Klasse (mit dem 5. Platz in der Gesamtwertung) erreichten Claude Ballot-Léna und Jean-Claude Andruet mit Charles Pozzis Serie-2-Competizione (15667) beim 24-Stunden-Rennen von Le Mans 1972. Im folgenden Jahr wiederholten Ballot-Léna und Vic Elford diesen Erfolg mit Pozzis Drittserienmodell 16363.

## Resultate bei Sportwagenrennen
| Renneinsätze Ferrari 365 GTB/4 Competizione | Renneinsätze Ferrari 365 GTB/4 Competizione | Renneinsätze Ferrari 365 GTB/4 Competizione | Renneinsätze Ferrari 365 GTB/4 Competizione | Renneinsätze Ferrari 365 GTB/4 Competizione     | Renneinsätze Ferrari 365 GTB/4 Competizione     | Renneinsätze Ferrari 365 GTB/4 Competizione             | Renneinsätze Ferrari 365 GTB/4 Competizione |
| ------------------------------------------- | ------------------------------------------- | ------------------------------------------- | ------------------------------------------- | ----------------------------------------------- | ----------------------------------------------- | ------------------------------------------------------- | ------------------------------------------- |
| Serie                                       | Fahrgestellnummer                           | Datum                                       | Rennen                                      | Klasse                                          | Team                                            | Fahrer                                                  | Resultat                                    |
|                                             | 12547                                       | 15.6.1969                                   | 24-Stunden-Rennen von Le Mans               | S 5.0                                           | NART                                            | Sam Posey Bob Grossman                                  | Nicht gestartet (Unfall im Training)        |
| 1.2.1970                                    | 12547                                       | 24-Stunden-Rennen von Daytona               |                                             | Ronnie Bucknum Wilbur Pickett                   | NART                                            | Ausfall (Kühlung)                                       |                                             |
| 21.3.1970                                   | 12547                                       | 12-Stunden-Rennen von Sebring               | GT 5.0                                      | Harley Cluxton III                              | Harley Cluxton Wilbur Pickett                   | Nicht gestartet (Meldung zurückgezogen)                 |                                             |
|                                             | 12467                                       | 13.6.1971                                   | 24-Stunden-Rennen von Le Mans               | S 5.0                                           | NART                                            | Luigi Chinetti jr. Bob Grossman                         | 33                                          |
| 6.2.1972                                    | 6-Stunden-Rennen von Daytona                | GT +2.5                                     | Ronnie Bucknum Sam Posey Luigi Chinetti jr. | Ausfall (Unfall)                                |                                                 |                                                         |                                             |
| 25.3.1972                                   | 12-Stunden-Rennen von Sebring               | GT +2.5                                     | Ring Free Oil Racing Team                   | Harry Ingle Charles Reynolds                    | 48                                              |                                                         |                                             |
| 22.7.1972                                   | 6-Stunden-Rennen von Watkins Glen           | GT +2.5                                     | Baker Motor Co. Castrol Oil Racing Team     | Tony DeLorenzo Charles Reynolds                 | 11                                              |                                                         |                                             |
| 1                                           | 14407                                       | 25.9.1971                                   | Tour de France für Automobile               | GT/S +3.0                                       | Automobiles Charles Pozzi                       | Jean-Claude Andruet Claude Ballot-Léna                  | 10                                          |
| 1                                           | 17.10.1971                                  | 1000-km-Rennen von Paris                    | Gr. 6                                       | Jean-Claude Andruet Claude Ballot-Léna          | Automobiles Charles Pozzi                       | 3                                                       |                                             |
| 1                                           | 16.4.1972                                   | Großer Preis von Paris                      |                                             | Daniël Rouveyran                                | Automobiles Charles Pozzi                       | 9                                                       |                                             |
| 1                                           | 7.5.1972                                    | 1000-km-Rennen von Spa-Francorchamps        | GT                                          | Daniël Rouveyran Claude Ballot-Léna             | Automobiles Charles Pozzi                       | Ausfall (Reifendefekt)                                  |                                             |
| 1                                           | 11.6.1972                                   | 24-Stunden-Rennen von Le Mans               | GT 5.0                                      | Daniël Rouveyran François Migault               | Automobiles Charles Pozzi                       | Ausfall (Kupplung)                                      |                                             |
| 1                                           | 24.9.1972                                   | Tour de France Automobile                   | GT +2.0                                     | Daniël Rouveyran François Migault               | Automobiles Charles Pozzi                       | 2                                                       |                                             |
| 1                                           | 15.10.1972                                  | 1000-km-Rennen von Paris                    | GT                                          | Daniël Rouveyran François Migault               | Automobiles Charles Pozzi                       | 11                                                      |                                             |
| 1                                           | 1.4.1973                                    | 4-Stunden-Rennen von Le Mans                |                                             | Cyril Grandet / Shark Racing Team               | Cyril Grandet Jean-Claude Guérie                | 9                                                       |                                             |
| 1                                           | 10.6.1973                                   | 24-Stunden-Rennen von Le Mans               | GT 5.0                                      | Cyril Grandet / Shark Racing Team               | Cyril Grandet Jean-Claude Guérie                | Ausfall (Getriebe)                                      |                                             |
| 1                                           | 22.9.1973                                   | Tour de France Automobile                   | Gr. 4/5                                     | Cyril Grandet / Shark Racing Team               | Cyril Grandet Jean-Claude Guérie                | Ausfall                                                 |                                             |
| 1                                           | 24.3.1974                                   | 4-Stunden-Rennen von Le Mans                |                                             | Cyril Grandet / Shark Racing Team               | Cyril Grandet                                   | 5                                                       |                                             |
| 1                                           | 16.6.1974                                   | 24-Stunden-Rennen von Le Mans               | GT                                          | Raymond Touroul                                 | Cyril Grandet Dominique Bardini                 | 5 Sieg in der GT-Klasse                                 |                                             |
| 1                                           | 14437                                       | 25.9.1971                                   | Tour de France Automobile                   | GT/S +3.0                                       | Scuderia Filipinetti                            | Vic Elford Max Kingsland                                | 4                                           |
| 1                                           | 11.6.1972                                   | 24-Stunden-Rennen von Le Mans               | GT 5.0                                      | Bernard Chenevière Florian Vetsch Gérard Pillon | Ausfall (Unfall)                                |                                                         |                                             |
| 1                                           | 6.2.1977                                    | 24-Stunden-Rennen von Daytona               |                                             | Ramsey Ferrari                                  | Paul Newman Milt Minter Elliott Forbes-Robinson | 5                                                       |                                             |
| 1                                           | 19.3.1977                                   | 12-Stunden-Rennen von Sebring               | GTO                                         | Ramsey Ferrari                                  | Bob Bondurant Milt Minter Dick Smothers         | Ausfall (Unfall)                                        |                                             |
| 1                                           | 14485                                       | 6.2.1972                                    | 6-Stunden-Rennen von Daytona                | GT +2.5                                         | Ring Free Oil Racing Team Baker Motor Co.       | Charles Reynolds Clive Baker                            | 15                                          |
| 1                                           | 14489                                       | 25.3.1972                                   | 12-Stunden-Rennen von Sebring               | GT +2.5                                         | NART                                            | Tony Adamowicz Sam Posey                                | 13                                          |
| 1                                           | 14489                                       | 22.7.1972                                   | 6-Stunden-Rennen von Watkins Glen           | GT +2.5                                         | NART                                            | David Hobbs Sam Posey                                   | Ausfall (Motorschaden)                      |
| 1                                           | 14489                                       | 15.10.1972                                  | 1000-km-Rennen von Paris                    | GT                                              | NART                                            | Jean-Pierre Jarier Jacques Laffite                      | 9                                           |
| 1                                           | 14489                                       | 4.2.1973                                    | 24-Stunden-Rennen von Daytona               |                                                 | NART                                            | Luigi Chinetti jr. Bob Grossman Wilbur Shaw jr.         | 5                                           |
| 1                                           | 14489                                       | 4.2.1973                                    | 4-Stunden-Rennen von Le Mans                | GTO                                             | NART                                            | François Migault Lucien Guitteny                        | 5                                           |
| 1                                           | 14489                                       | 10.6.1973                                   | 24-Stunden-Rennen von Le Mans               | GT 5.0                                          | NART                                            | Lucien Guitteny Bob Grossman                            | Ausfall (Unfall)                            |
| 1                                           | 14489                                       | 10.6.1973                                   | 6-Stunden-Rennen von Watkins Glen           |                                                 | Robert Grossman                                 | Bob Grossman                                            | 15                                          |
| 2                                           | 15225                                       | 11.6.1972                                   | 24-Stunden-Rennen von Le Mans               | GT 5.0                                          | Scuderia Filipinetti                            | Mike Parkes Jean-Louis Lafosse Jacques Cochet           | 7                                           |
| 2                                           | 15225                                       | 24.9.1972                                   | Tour de France Automobile                   | GT +2.0                                         | Scuderia Filipinetti                            | Vic Elford David Stone                                  | Ausfall (Unfall)                            |
| 2                                           | 15373                                       | 11.6.1972                                   | 24-Stunden-Rennen von Le Mans               | GT 5.0                                          | Ecurie Francorchamps                            | Derek Bell Teddy Pilette Richard Bond                   | 8                                           |
| 2                                           | 15667                                       | 11.6.1972                                   | 24-Stunden-Rennen von Le Mans               | GT 5.0                                          | Automobiles Charles Pozzi                       | Claude Ballot-Léna Jean-Claude Andruet                  | 5 Sieg in der GT-Klasse                     |
| 2                                           | 15667                                       | 24.9.1972                                   | Tour de France Automobile                   | GT +2.0                                         | Automobiles Charles Pozzi                       | Jean-Claude Andruet Michèle Espinosi-Petit              | Gesamtsieg                                  |
| 2                                           | 15667                                       | 15.10.1972                                  | 1000-km-Rennen von Paris                    | GT                                              | Automobiles Charles Pozzi                       | Claude Ballot-Léna Jean-Claude Andruet                  | 10                                          |
| 2                                           | 15667                                       | 10.6.1973                                   | 24-Stunden-Rennen von Le Mans               | GT 5.0                                          | Automobiles Charles Pozzi                       | Alain Serpaggi José Dolhem                              | 9                                           |
| 2                                           | 15681                                       | 11.6.1972                                   | 24-Stunden-Rennen von Le Mans               | GT 5.0                                          | Maranello Concessionaires                       | Peter Westbury John Hine Mark Konig                     | Ausfall (Kolben)                            |
| 2                                           | 15681                                       | 4.11.1972                                   | 9-Stunden-Rennen von Kyalami                |                                                 | J.C. Bamford Excavators                         | Peter Brown Frank Sytner                                | 12 Klassensieg                              |
| 2                                           | 15681                                       | 1.4.1973                                    | 4-Stunden-Rennen von Le Mans                |                                                 | J.C. Bamford Excavators                         | Willie Green Neil Corner Graham Hill                    | 6                                           |
| 2                                           | 15681                                       | 10.6.1973                                   | 24-Stunden-Rennen von Le Mans               | GT 5.0                                          | J.C. Bamford Excavators                         | Willie Green Neil Corner                                | Ausfall (Getriebe)                          |
| 2                                           | 15685                                       | 11.6.1972                                   | 24-Stunden-Rennen von Le Mans               | GT 5.0                                          | NART                                            | Sam Posey Tony Adamowicz                                | 6                                           |
| 2                                           | 15685                                       | 22.7.1972                                   | 6-Stunden-Rennen von Watkins Glen           | GT +2.5                                         | NART                                            | Gregg Young Jean-Pierre Jarier                          | 6                                           |
| 2                                           | 15685                                       | 4.2.1973                                    | 24-Stunden-Rennen von Daytona               |                                                 | NART                                            | Arturo Merzario Jean-Pierre Jarier                      | Ausfall (Kupplung)                          |
| 2                                           | 15685                                       | 10.5.1975                                   | 6-Stunden-Rennen von Riverside              |                                                 | Modena Sports Cars                              | John Morton Jeff Kline Chris Cord Salvatore Tomasello   | 16                                          |
| 2                                           | 15685                                       | 1.2.1976                                    | 24-Stunden-Rennen von Daytona               |                                                 | Ken Starbird                                    | Jim Adams Milt Minter Chris Cord                        | 6                                           |
| 2                                           | 15685                                       | 6.2.1977                                    | 24-Stunden-Rennen von Daytona               |                                                 | Ramsey Ferrari                                  | Tony Adamowicz John Cannon Dick Barbour                 | Ausfall                                     |
| 3                                           | 16343                                       | 4.2.1973                                    | 24-Stunden-Rennen von Daytona               |                                                 | NART                                            | Claude Ballot-Léna Jean-Claude Andruet                  | Ausfall (Unfall)                            |
| 3                                           | 16343                                       | 16.6.1974                                   | 24-Stunden-Rennen von Le Mans               | GT                                              | Jean-Pierre Paoli Alain Couderc                 | Ausfall (Unfall)                                        |                                             |
| 3                                           | 16343                                       | 2.2.1975                                    | 24-Stunden-Rennen von Daytona               |                                                 | John Woodner Fred Phillips                      | 7 Klassensieg in der Gruppe 4                           |                                             |
| 3                                           | 16343                                       | 22.4.1979                                   | 6-Stunden-Rennen von Riverside              |                                                 | Joe Crevier                                     | Joe Crevier Erich Laetsch Skeeter McKitterick           | Nicht gestartet                             |
| 3                                           | 16363                                       | 1.4.1973                                    | 4-Stunden-Rennen von Le Mans                |                                                 | Automobiles Charles Pozzi                       | Jean-Claude Andruet Bob Wollek                          | 3 Klassensieg in der Gruppe GT 5.0          |
| 3                                           | 16363                                       | 10.6.1973                                   | 24-Stunden-Rennen von Le Mans               | GT 5.0                                          | Claude Ballot-Léna Vic Elford                   | 6 Klassensieg in der Gruppe GT 5.0                      |                                             |
| 3                                           | 16367                                       | 10.6.1973                                   | 24-Stunden-Rennen von Le Mans               | GT 5.0                                          | NART                                            | Luis di Palma Néstor García Veiga                       | Ausfall (Kupplung)                          |
| 3                                           | 16367                                       | 21.7.1973                                   | 6-Stunden-Rennen von Watkins Glen           |                                                 | Diagnosis & Service Racing                      | Angel Monguzzi Néstor García Veiga                      | 13                                          |
| 3                                           | 16367                                       | 23.7.1974                                   | 6-Stunden-Rennen von Watkins Glen           |                                                 | Francesco Mir Racing Team                       | Angel Monguzzi Néstor García Veiga Mark Waco            | Ausfall (Motor)                             |
| 3                                           | 16367                                       | 2.2.1975                                    | 24-Stunden-Rennen von Daytona               |                                                 | Francesco Mir Racing Team                       | John Morton                                             | Nicht gestartet (keine Trainingszeit)       |
| 3                                           | 16407                                       | 10.6.1973                                   | 24-Stunden-Rennen von Le Mans               | GT 5.0                                          | NART                                            | Milt Mintner Sam Posey                                  | Ausfall (Kolben)                            |
| 3                                           | 16407                                       | 21.7.1973                                   | 6-Stunden-Rennen von Watkins Glen           |                                                 | NART                                            | François Migault Sam Posey                              | 14                                          |
| 3                                           | 16407                                       | 16.6.1974                                   | 24-Stunden-Rennen von Le Mans               | GT                                              | NART                                            | Christian Ethuin Lucien Guitteny                        | 11                                          |
| 3                                           | 16407                                       | 13.7.1974                                   | 6-Stunden-Rennen von Watkins Glen           |                                                 | NART                                            | Mike Hiss Alain Cudini                                  | Ausfall (Motorschaden)                      |
| 3                                           | 16407                                       | 15.6.1975                                   | 24-Stunden-Rennen von Le Mans               | GT                                              | NART                                            | Carlo Facetti Ronnie Bucknum                            | Nicht gestartet                             |
| 3                                           | 16407                                       | 6.2.1977                                    | 24-Stunden-Rennen von Daytona               |                                                 | Modena Sports Cars                              | Robert Carradine John Morton Roy Woods                  | Nicht gestartet (Unfall im Training)        |
| 3                                           | 16407                                       | 19.3.1977                                   | 12-Stunden-Rennen von Sebring               | GTO                                             | Modena Sports Cars                              | Robert Carradine John Morton                            | 17                                          |
| 3                                           | 16407                                       | 5.2.1978                                    | 24-Stunden-Rennen von Daytona               |                                                 | Dan Ward Racing                                 | Robert Carradine John Morton Tony Adamowicz Hal Sahlman | 8                                           |
| 3                                           | 16407                                       | 4.2.1979                                    | 24-Stunden-Rennen von Daytona               |                                                 | Modena Sports Cars                              | John Morton Tony Adamowicz                              | 2 Klassensieg in der GTO-Klasse             |
| 3                                           | 16407                                       | 3.2.1980                                    | 24-Stunden-Rennen von Daytona               |                                                 | Nicholas/McRoberts Racing                       | Tony Adamowicz John Morton                              | Ausfall (Achse)                             |
| 3                                           | 16407                                       | 27.4.1980                                   | 5-Stunden-Rennen von Riverside              |                                                 | Crevier Imports                                 | Joe Crevier Pete Halsmer                                | 24                                          |
| 3                                           | 16407                                       | 1.2.1981                                    | 24-Stunden-Rennen von Daytona               | GTO                                             | Crevier Imports                                 | Joe Crevier Pete Halsmer                                | Ausfall (Motorbrand)                        |
| 3                                           | 16425                                       | 6.5.1973                                    | 1000-km-Rennen von Spa-Francorchamps        |                                                 | Ecurie Francorchamps                            | Teddy Pilette Richard Bond                              | 12                                          |
| 3                                           | 16425                                       | 10.6.1973                                   | 24-Stunden-Rennen von Le Mans               | GT 5.0                                          | Jean-Claude Andruet Richard Bond                | 20                                                      |                                             |

## Private Umbauten
Außer den siebzehn offiziellen Competizione gab es noch einige weitere 365 GTB/4 im Renneinsatz, die allerdings von privater Hand zu Rennfahrzeugen umgebaut wurden:
- Fahrgest.-Nr.: 13367 und 13855: 13855 wurde 1972, 13367 zwei Jahre später von Sport Auto in Modena für Luigi Chinetti umgebaut.
- Fahrgest.-Nr.: 14065: Umgebaut von Holman Moody und Traco Engineering für Kirk White und Roger Penske.
- Fahrgest.-Nr.: 14107: Ausgeliefert über Luigi Chinetti als serienmäßiger 365 GTB/4 an Harley Cluxton aus Arizona. Der Wagen wurde später von verschiedenen Tunern umgebaut, unter anderem von Traco.
- Fahrgest.-Nr.: 14141: Von Traco 1972 für Luigi Chinetti umgebaut. Das von NART gemeldete Auto erreichte bei 24-Stunden-Rennen von Daytona 1973 mit den Fahrern Milt Minter und François Migault noch vor den regulären 365 GTB/4 Competizione den zweiten Gesamtplatz.
- Fahrgest.-Nr.: 15965: Von NART zum 24-Stunden-Rennen von Le Mans 1975 gemeldet. Dieser Wagen unterscheidet sich von allen anderen 365 GTB/4 durch seine von Giovanni Michelotti gezeichnete Targa-Karosserie.
- Fahrgest.-Nr.: 16717: 1975 von der Ecurie Francorchamps umgebaut und beim 24-Stunden-Rennen von Le Mans eingesetzt; Zieleinlauf auf Platz zwölf.

## Einschätzungen
Luigi Chinetti Junior, der mit dem Prototyp 12467 und dem Serienmodell 14489 sowohl in Le Mans als auch in Daytona an den Start ging, war der Ansicht, dass der 365 GTB/4 Competizione ein besseres Auto gewesen sei als sein Nachfolger 365 GT/4 BB Competizione und auch den 288 GTO übertroffen habe. Der Wagen sei sehr schwer gewesen und habe die Bremsen sehr beansprucht, habe aber eine überdurchschnittliche Zuverlässigkeit gehabt. Der 365 GTB/4 Competizione sei von Ferrari nicht in dem Maße weiterentwickelt worden, wie es erforderlich gewesen sei.

## Technische Daten
| Ferrari 365 GTB/4 Competizione | Ferrari 365 GTB/4 Competizione                       | Ferrari 365 GTB/4 Competizione                                            | Ferrari 365 GTB/4 Competizione                                            |                                                                           |
|                                | Serie 1                                              | Serie 2                                                                   | Serie 2                                                                   |                                                                           |
| ------------------------------ | ---------------------------------------------------- | ------------------------------------------------------------------------- | ------------------------------------------------------------------------- | ------------------------------------------------------------------------- |
| Motor:                         | 12-Zylinder-V-Motor (Viertakt), Gabelwinkel 60°      | 12-Zylinder-V-Motor (Viertakt), Gabelwinkel 60°                           | 12-Zylinder-V-Motor (Viertakt), Gabelwinkel 60°                           |                                                                           |
| Hubraum:                       | 4390 cm³                                             | 4390 cm³                                                                  | 4390 cm³                                                                  |                                                                           |
| Bohrung × Hub:                 | 81 × 71 mm                                           | 81 × 71 mm                                                                | 81 × 71 mm                                                                |                                                                           |
| Leistung bei 1/min:            | 360 PS (265 kW) bei 7.700                            | 402 PS (296 kW) bei 8.300                                                 | 450 PS (331 kW) bei 8.300                                                 |                                                                           |
| Verdichtung:                   | 9,3 : 1                                              | 10,1 : 1                                                                  | 9,9: 1                                                                    |                                                                           |
| Gemischaufbereitung:           | 6 Fallstrom-Doppelvergaser Weber 40 DCN20            | 6 Fallstrom-Doppelvergaser Weber 40 DCN20                                 | 6 Fallstrom-Doppelvergaser Weber 40 DCN20                                 |                                                                           |
| Ventilsteuerung:               | 2 obenliegende Nockenwellen je Zylinderbank, Kette   | 2 obenliegende Nockenwellen je Zylinderbank, Kette                        | 2 obenliegende Nockenwellen je Zylinderbank, Kette                        |                                                                           |
| Kühlung:                       | Wasserkühlung                                        | Wasserkühlung                                                             | Wasserkühlung                                                             |                                                                           |
| Getriebe:                      | 5-Gang-Getriebe, Knüppelschaltung                    | 5-Gang-Getriebe, Knüppelschaltung                                         | 5-Gang-Getriebe, Knüppelschaltung                                         |                                                                           |
| Radaufhängung vorn:            | Trapez-Dreiecklenkerachse, Schraubenfedern           | Trapez-Dreiecklenkerachse, Schraubenfedern                                | Trapez-Dreiecklenkerachse, Schraubenfedern                                |                                                                           |
| Radaufhängung hinten:          | Trapez-Dreiecklenkerachse, Schraubenfedern           | Trapez-Dreiecklenkerachse, Schraubenfedern                                | Trapez-Dreiecklenkerachse, Schraubenfedern                                |                                                                           |
| Bremsen:                       | Vierrad-Scheibenbremsen, Bremskraftverstärker        | Vierrad-Scheibenbremsen, Bremskraftverstärker                             | Vierrad-Scheibenbremsen, Bremskraftverstärker                             |                                                                           |
| Lenkung:                       | Zahnstangenlenkung                                   | Zahnstangenlenkung                                                        | Zahnstangenlenkung                                                        |                                                                           |
| Karosserie:                    | Aluminium mit Kunststoffkomponenten auf Gitterrahmen | Stahl mit einzelnen Aluminium- und Kunststoffkomponenten auf Gitterrahmen | Stahl mit einzelnen Aluminium- und Kunststoffkomponenten auf Gitterrahmen | Stahl mit einzelnen Aluminium- und Kunststoffkomponenten auf Gitterrahmen |
| Radstand:                      | 2400 mm                                              | 2400 mm                                                                   | 2400 mm                                                                   |                                                                           |
| Spurweite vorn/hinten:         | 1440/1425 mm                                         | 1440/1425 mm                                                              | 1440/1425 mm                                                              |                                                                           |
| Abmessungen:                   | 4425 × 1760 × 1245 mm                                | 4425 × 1760 × 1245 mm                                                     | 4425 × 1760 × 1245 mm                                                     |                                                                           |
| Leergewicht:                   | 1230 kg                                              | 1380 kg                                                                   | 1380 kg                                                                   |                                                                           |
| Höchstgeschwindigkeit:         | 280 km/h                                             | über 290 km/h                                                             | über 290 km/h                                                             |                                                                           |